# Manettia teresitae
Manettia teresitae é uma espécie de dicotiledónea pertencente à família Rubiaceae, descrita em 1931.